# Françoise d’Alençon
Françoise d’Alençon (* Winter 1490/91; † 14. September 1550 auf der Burg von La Flèche) war eine französische Adlige, die der königlichen Familie angehörte; sie war durch ihre Ehen Herzogin von Longueville, dann Herzogin von Vendôme, schließlich Herzogin von Beaumont aus eigenem Recht.

## Leben
Françoise d’Alençon war die Tochter von René, 3. Herzog von Alençon und Graf von Perche, und Margarete von Lothringen.
Sie heiratete am 6. April 1505 in Blois in erster Ehe François d’Orléans (* 1478; † 12. Februar 1513 in Châteaudun), Comte und ab Mai 1505 Duc de Longueville, Comte de Dunois, Tancarville und Montgommery, Vizegraf von Melun, Großkämmerer von Frankreich und Gouverneur von Guyenne, Sohn von François I. d’Orléans, Graf von Longueville etc., und Agnes von Savoyen.
Am 18. Mai 1513 heiratete sie in Châteaudun in zweiter Ehe Charles de Bourbon (* 2. Juni 1489 in Vendôme; † 25. März 1537 in Amiens), Graf von Vendôme, Soissons, Marle, Conversano, Vizegraf von Meaux, Februar 1515 Herzog von Vendôme, Pair von Frankreich.
Als Schwester war sie die Erbin des kinderlosen Charles‘ IV. d’Alençon († 11. April 1525), wurde aber von dessen Witwe Margarete, einer Schwester des Königs Franz I., die Herzogin von Alençon blieb, aus ihrem Errbe gedrängt.
Im September 1543 wurde sie zur Herzogin von Beaumont ernannt, wobei die Vizegrafschaft Beaumont-au-Maine mit den Herrschaften Château-Gontier und La Flèche zusammengelegt und zum Herzogtum erhoben wurde. Einen Monat später, am 20. Oktober 1543 heiratete ihr Sohn Antoine Jeanne d’Albret, die Tochter Margaretes aus ihrer Ehe mit Heinrich II. d’Albret, König von Navarra; dadurch wurde sie die Großmutter des französischen Königs Heinrich IV.
Francoise d’Alençon starb am 14. September 1550 auf Burg La Flèche und wurde in der Kirche Saint-Guy in Vendôme bestattet.

## Nachkommen
Françoise d’Alençons Kinder aus ihrer Ehe mit François d‘Orléans-Longueville waren:
- Renée (* 1508; † 2. Mai 1515 in Paris), 1513 4. Gräfin von Dunois, Tancarville und Montgommery, Dame de Montreuil-Bellay, de Château-Renault etc., bestattet im  Couvent des Célestins in Paris
- Jacques (* wohl 1511; † wohl 1512), bestattet in der Abtei Sainte-Madeleine in Châteaudun

Françoise d’Alençons Kinder aus ihrer Ehe mit Charles de Bourbon-Vendôme waren:
- Louis de Bourbon (* 23. September 1514 auf Burg La Fère; † 7. April 1516 auf Burg Vendôme), Graf von Marle, bestattet in Saint-Georges in Vendôme
- Marie de Bourbon (* 29. Oktober 1515 auf Burg La Fère; † 28. September 1538 ebenda), bestattet in Notre-Dame de Soissons
- Marguerite de Bourbon (* 26. Oktober 1516 in Nogent; † 20. Oktober 1559 auf Burg La Chapelle in Angillon), bestattet in der Kathedrale von Nevers; ⚭ per procurationem 19. Januar 1538 im Louvre François I. de Clèves, Graf von Nevers und Rethel, 1539 Herzog von Nevers und († 13. Februar 1561 in Nevers), bestattet in der Kathedrale von Nevers
- Antoine (* 22. April 1518 auf Burg La Fère; † 17. November 1562 bei Les Andelys), 2. Herzog von Vendôme, Graf von Marle und Conversano, Vizegraf von Meaux, 1555 König von Navarra, Fürst von Béarn, Herzog von Albret, Graf von Foix, Armagnac, Périgord, Bigorre, Rouergue und Fézensac, Vizegraf von Limoges, Gouverneur der Picardie, Gouverneur und Admiral von Guyenne, bestattet in Saint-Georges in Vendôme; ⚭ 20. Oktober 1548 in Moulins Jeanne d’Albret, Königin von Navarra, Fürstin von Béarn, Herzogin von Albret, Gräfin von Foix etc. (* 7. Januar 1528 in Pau; † 9. Juni 1572 in Paris), bestattet in Saint-Georges in Vendôme, Erbtochter von König Heinrich II. und Margarete von Angoulême
- François (* 23. September 1519 auf Burg la Fère; † 23. Februar 1546 in La Roche-Guyon), Graf von Enghien, Gouverneur von Hennegau, Piemont und Languedoc
- Madeleine de Bourbon (* 3. Februar 1521 auf Burg La Fère; † nach 18. November 1561), 1533 geistlich zu Fontevraud, 1534 Äbtissin von Sainte-Croix de Poitiers
- Louis de Bourbon (* 3. Mai 1522 auf Burg La Fère; † 25. Juni 1525 ebenda)
- Charles (* 22. Dezember 1523 in La Ferté-sous-Jouarre; † 9. Mai 1590 im Gefängnis in Fontenay-le-Comte), genannt Cardinal de Bourbon, 1540–1545 Bischof von Nevers, 1544–1550 Bischof von Saintes, 1548 Kardinal, 1559 Erzbischof von Rouen, 1551 und 1557 Generalleutnant von Paris, 1562 Abt von Kortrijk, 1565 Abt von Saint-Denis und Päpstlicher Legat, 1569–1575 Bischof von Beauvais, Pair von Frankreich, als „Karl X.“ zeitweise Thronprätendent der Katholischen Liga, bestattet in der Chartreuse de Gaillon
- Catherine de Bourbon (* 18. September 1525 auf Burg Deffans-en-Bourbonnais; † 27. April 1594 in Paris), 1530 Nonne in La Fère, 1561 Äbtissin von Notre-Dame de Soissons, bestattet in Soissons
- Renée de Bourbon (* 6. Februar 1527 auf Schloss Saint-Germain-en-Laye; † 9. Februar 1583 in der Abtei Chelles), 1540 geistlich in Fontevraud, 1543 Äbtissin von Chelles, bestattet in der Abtei Chelles
- Jean (* 16. Juli 1528 auf Burg La Fère; † gefallen 10. August 1557 in der Schlacht von Saint-Quentin), Graf von Soissons, Graf von Enghien, 1557 Herzog von Estouteville, Baron de Nogent, et de Baugé, Seigneur de Montigny; ⚭ (Ehevertrag 14. Juni 1557) Marie de Bourbon-Saint-Pol, 1546 4. Herzogin von Estouteville, 4. Gräfin von Saint-Pol et de Chaumont (* 30. Mai 1539 in La Ferté-sous-Jouarre; † 7. April 1691 in Pontoise), Erbtochter von François I. de Bourbon, Graf von Saint-Pol, und Adrienne d’Estouteville, Herzogin von Estouteville
- Louis (* 7. Mai 1530 in Vendôme; † 13. März 1569 in der Schlacht bei Jarnac), 1537 Fürst von Condé, 1551 Graf von Roucy, Vizegraf von Meaux und Bréteuil, Seigneur de Beaussart, d’Ailly etc. Châtelain und Baron von La Ferté-Ancoul, Chassigny, und Belbot-en-Brie, 1554 Graf von Anisy, Vallery, und La Ferté-sous-Jouarre, Herzog von Enghien, Pair von Frankreich, 1557 Markgraf von Conti, Graf von Soissons, Gouverneur der Picardie, bestattet in Vallery; ⚭ (1) 22. Juni 1551 Éléonore de Roye, Gräfin von Roucy, Dame de Roye, de Conti, de Muret, de Buzancy-en-Brie etc. (* 24. Februar 1535; † 11. Juni 1564 auf Schloss Condé), Erbtochter von Charles de Roye, Graf von Roucy, und Madeleine de Mailly, Dame de Conti; ⚭ (2) 5. November 1565 auf Schloss Vendôme Éléonore Françoise d’Orléans (* 5. April 1549 wohl in Châteaudun; † 11. Juni 1601 im Hôtel de Soissons in Paris), bestattet in Gaillon, Tochter von François d’Orléans, Markgraf von Rötteln, und Jacqueline de Rohan
- Éléonore de Bourbon (* 18. Januar 1532 im Louvre; † 26. März 1611 in der Abtei Fontevraud), 1575 Äbtissin von Fontevraud, dort auch bestattet